# Santa Isabel y Santa Rita
Santa Isabel y Santa Rita är en ort i Mexiko.   Den ligger i kommunen Parras och delstaten Coahuila, i den centrala delen av landet, 700 km norr om huvudstaden Mexico City. Santa Isabel y Santa Rita ligger 1 310 meter över havet och antalet invånare är 106.
Terrängen runt Santa Isabel y Santa Rita är platt söderut, men norrut är den kuperad. Runt Santa Isabel y Santa Rita är det mycket glesbefolkat, med 3 invånare per kvadratkilometer. Närmaste större samhälle är Parras de la Fuente, 11,8 km söder om Santa Isabel y Santa Rita. Trakten runt Santa Isabel y Santa Rita består till största delen av jordbruksmark.